# Dexiogyia corticina
Dexiogyia corticina – gatunek chrząszcza z rodziny kusakowatych i podrodziny rydzenic. Zamieszkuje Europę, Afrykę Północną i Zakaukazie.

## Taksonomia
Gatunek ten opisany został po raz pierwszy w 1837 roku przez Wilhelma Ferdinanda Erichsona pod nazwą Oxypoda corticina. W 1858 roku umieszczony został przez Carla Gustafa Thomsona w nowym rodzaju Dexiogyia, dla którego został gatunkiem typowym.

## Morfologia
Chrząszcz o wydłużonym ciele, w zarysie o w miarę równoległych bokach, długości od 2,3 do 2,9 mm. Ubarwienie ma ciemnobrązowe, jasnorudobrązowe lub jasnorudobrązowe z przyciemnionymi głową i odwłokiem, zawsze z czerwonożółtymi odnóżami i jaskrawymi czułkami. Wierzch ciała jest lekko połyskujący, dość drobno i gęsto punktowany, wyraźnie owłosiony. Człony czułków zestawione są luźno, a trzeci i czwarty mają mniej więcej stożkowaty kształt. Czułki są bardzo słabo ku szczytowi pogrubione, o środkowych członach tylko przeciętnie poprzecznych. Powierzchnia głowy pozbawiona jest grubych punktów. Warga dolna ma wydłużony, jedynie na samym szczycie wykrojony języczek. Przedplecze jest poprzeczne, o ⅓ szersze niż dłuższe, ku przodowi zwężone znacznie mocniej niż ku tyłowi, najszersze w pobliżu środka. Pokrywy w barkach są tak szerokie jak przedplecze. Odnóża mają krótkie i słabo widoczne szczecinki przypazurkowe na stopach. Odwłok ma na piątym z kompletnych tergitów mikrorzeźbę w postaci siateczkowania o mniej lub bardziej zaokrąglonych oczkach. U samca na szóstym tergicie obecna jest para dłuższych ząbków i krótkie piłkowanie między nimi.

## Ekologia i występowanie
Owad rozmieszony od nizin po piętro subalpejskie w górach. Zasiedla głównie lasy. Bytuje pod luźną, zwłaszcza zagrzybiałą korą pni drzew iglastych i liściastych, w chodnikach owadów drewnożernych, przy wyciekającym ze zranionych drzew soku oraz w starych owocnikach hub.
Gatunek palearktyczny. W Europie znany jest z Hiszpanii, Wielkiej Brytanii, Francji, Belgii, Holandii, Niemiec, Szwajcarii, Austrii, Włoch, Danii, Szwecji, Finlandii, Łotwy, Polski, Czech, Słowacji, Węgier, Ukrainy, Chorwacji, Bośni i Hercegowiny, Grecji oraz europejskiej części Rosji. Na północy kontynentu osiąga południową Szkocję, Fennoskandię i Karelię. W Afryce Północnej stwierdzony został z Algierii i Tunezji. W Azji podawany jest z Gruzji i Azerbejdżanu.